# Dorothy Good
Dorothy Good, née en 1687 ou 1688, était la fille de William Good et Sarah Good. Elle, ainsi que sa mère, ont été accusées de pratiquer la sorcellerie en 1692 lors du procès des sorcières de Salem aux États-Unis.

## Accusations et jugement
Au moment des faits, alors âgée de seulement 4 ans, elle est interrogée par les magistrats locaux et avoue être une sorcière et aurait affirmé avoir vu sa mère pactiser avec le diable. Mary Walcott et Ann Putnam Jr. déclarent que l'enfant est perturbée et les a mordues à plusieurs reprises tel un animal.
Une brève audience a été tenue concernant le cas de Dorothy Good, faussement orthographié « Dorcas » sur le mandat d'arrêt, lors de laquelle les accusateurs se sont plaints de morsures sur les bras. Condamnée, elle a ensuite été envoyée en prison, devenant de fait la plus jeune personne emprisonnée dans le cadre du procès des sorcières de Salem. Deux jours plus tard, alors que des fonctionnaires de la ville de Salem lui rendent visite, elle déclare être propriétaire d'un serpent, lequel lui aurait été donné par sa mère. Selon elle, ledit animal lui aurait parlé et sucé le sang de son doigt.

## Orthographe de «Dorothy»
Le prénom de Dorothy a été erronément orthographié en « Dorcas » par le magistrat John Hathorne sur le mandat d'arrêt rédigé en date du 23 mars 1692. Cependant, sur l'ensemble des autres documents juridiques, le prénom est correctement retranscrit en « Dorothy ».